# Association des académies de la langue espagnole

Carte des pays ayant une académie de la langue espagnole

L'Association des académies de la langue espagnole (en espagnol : Asociación de Academias de la Lengua Española) a été créée à Mexico en 1951 et comprend les vingt-trois académies de la langue espagnole existant dans le monde.
À l'initiative de Miguel Alemán, président du Mexique, le premier Congrès des Académies se réunit dans le but de travailler dans l’unité pour l'intégrité et la croissance de la langue espagnole. Organisé par l'académie mexicaine de la langue, il se tint du 23 avril au 6 mai 1951 et on créa à cette occasion l'association et sa commission permanente. À cette première réunion, l'Académie royale espagnole n’était pas présente, mais elle n’en a pas moins participé à la commission permanente. Depuis le IIe Congrès, tenu en 1956 à Madrid, elle participe régulièrement.
Cette collaboration entre la RAE et les académies de la langue s’est manifestée dans la rédaction commune, à partir de la 22e édition (2001), du Dictionnaire de la Real Academia Española, de l'orthographe dans son édition de 1999 considérée une œuvre panhispanique[pas clair] et plus récemment du Diccionario panhispánico de dudas (Dictionnaire panhispanique des doutes) (2005).
Il existe des projets conjoints comme la rédaction de la Grammaire par l'Association et l'élaboration d'un dictionnaire d'américanismes. Depuis 2000 est organisée une Escuela de Lexicografía Hispánica (« École de lexicographie hispanique »), qui dispose de bourses accordées par une convention entre la RAE et la fondation Carolina, pour la formation d'experts lexicographes de l'espagnol.
L'Académie royale espagnole a été récompensée par le prix Prince des Asturies de la Concorde 2000 pour ses efforts de collaboration et de consensus avec l'association.

## Organisation de l’association
L'association, qui tient un congrès tous les quatre ans, est dirigée par une commission permanente, composée d’un président (charge occupée par le directeur de la RAE), d’un secrétaire général (qui doit être un académicien latino-américain choisi par le congrès), du trésorier de la RAE et de quatre délégués des académies associées par rotation annuelle. En 1960, au IIIe congrès des académies tenu à Bogotá en Colombie, a été adoptée une convention multilatérale par laquelle les gouvernements des pays qui comptent une académie de la langue s’engagent à la soutenir et la doter des moyens matériels et financiers nécessaires à la réalisation de leurs activités. Mesures qui sont aussi appliquées à l'association des académies de la langue espagnole.

### Académies membres
Les académies de la langue espagnole suivantes font partie de l'association (par année de création) :
- Espagne : Académie royale espagnole (1713)
- Colombie : Academia Colombiana de la Lengua (1871)
- Équateur : Academia Ecuatoriana de la Lengua (1874)
- Mexique : Académie mexicaine de la langue (1875)
- Salvador : Academia Salvadoreña de la Lengua (1876)
- Venezuela : Academia Venezolana de la Lengua (1883)
- Chili : Académie chilienne de la langue (1885)
- Pérou : Académie péruvienne de la langue (1887)
- Guatemala : Academia Guatemalteca de la Lengua (1887)
- Costa Rica : Academia Costarricense de la Lengua (1923)
- Philippines : Académie philippine de la langue espagnole (1924)
- Panama : Academia Panameña de la Lengua (1926)
- Cuba : Academia Cubana de la Lengua (1926)
- Paraguay : Academia Paraguaya de la Lengua Española (1927)
- République dominicaine : Academia Dominicana de la Lengua (1927)
- Bolivie : Academia Boliviana de la Lengua (1927)
- Nicaragua : Academia Nicaragüense de la Lengua (1928)
- Argentine : Academia Argentina de las Letras (1931)
- Uruguay : Académie nationale des lettres de l'Uruguay (1943)
- Honduras : Academia Hondureña de la Lengua (1949)
- Porto Rico : Academia Puertorriqueña de la Lengua Española (1955)
- États-Unis Academia Estadounidense de la Lengua Española (1973) intégrée à l'association depuis 1980
- Guinée équatoriale Academia Ecuatoguineana de la Lengua Española (2013) intégrée à l'association depuis 2016